# Dorothy Wanja Nyingi

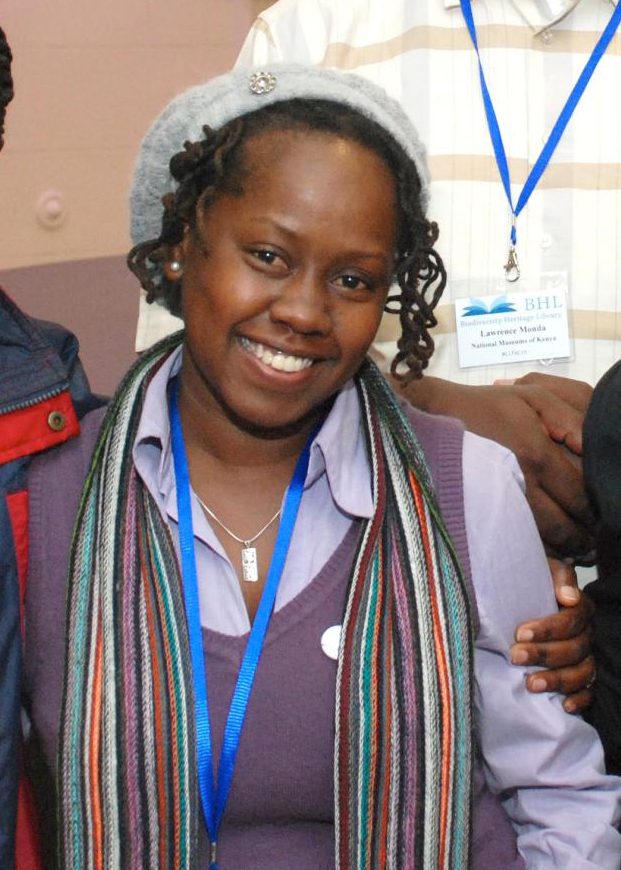
Dorothy Wanja Nyingi năm 2011

Dorothy Wanja Nyingi là một nhà nghiên cứu sinh vật học người Kenya, nhận giải Ordre des Palmes académiques (Order of Academic Palms) vì những cống hiến của cô về đa dạng sinh học cá và sinh thái dưới nước. Cô là người đứng đầu Khoa Ngư học tại Bảo tàng Quốc gia Kenya. Cô là tác giả của các cuốn sách nổi tiếng Giới thiệu đầu tiên về cá nước ngọt ở Kenya, Giới thiệu về các loài cá nước ngọt phổ biến ở Kenya.

## Giáo dục
Cô đã nhận bằng Cử nhân Khoa học về Động vật từ Đại học Nairobi năm 1998 và sau đó nhận bằng Thạc sĩ Khoa học Thủy sinh học từ Đại học Nairobi năm 2002. Cô học tại Đại học Montpellier II, nơi cô lấy bằng Thạc sĩ Khoa học năm 2004 và Tiến sĩ năm 2007 chuyên ngành Sinh thái học và Sinh học tiến hóa. Các nghiên cứu của cô ở Pháp được hỗ trợ bởi một học bổng được trao từ chính phủ Pháp do Viện nghiên cứu và phát triển chuyển tiếp.

## Công việc
Cô là đối tác của IPSI, Đối tác quốc tế cho Sáng kiến Satoyama, thúc đẩy sự hợp tác trong việc bảo tồn và phục hồi môi trường tự nhiên chịu ảnh hưởng của con người (Phong cảnh sản xuất sinh thái xã hội và cảnh quan biển: SEPLS) thông qua việc công nhận toàn cầu về giá trị của chúng, đại diện cho cả KenweB (Nhóm nghiên cứu đa dạng sinh học vùng đất ngập nước Kenya) và Bảo tàng quốc gia Kenya.

## Liên kết mở rộng
- Profile on International Institute for Sustainable Development site Lưu trữ ngày 6 tháng 4 năm 2016 tại Wayback Machine